# Rotax 277
Der Rotax 277 ist ein luftgekühlter Einzylinder-Zweitakt-Motor mit 26 PS (19 kW). Er wurde von der österreichischen Firma BRP-Rotax für den Einsatz in Ultraleichtflugzeugen hergestellt.

## Konstruktion
Der Rotax 277 wird wahlweise durch Fahrtwind oder einen Ventilator gekühlt. Geschmiert wird er mittels eines Öl/Benzin-Treibstoffgemischs. Er verfügt über eine Einzelmagnetzündung mit Schwungrad von Bosch. Über ein Untersetzungsgetriebe kann die Drehzahl des montierten Propellers in den Verhältnissen 2:1, 2.24:1, 2.58:1 oder 3:1 gewählt werden. Im Allgemeinen wird der Motor mit einem Zugpropeller eingesetzt, damit der Propeller zur Kühlung des Triebwerks beiträgt.
Der Motor wird nicht mehr hergestellt.

## Einsatz
- Aces High Cuby I
- Advanced Aeromarine Buccaneer XA
- Aero Adventure Aventura UL
- Aerodyne Systems Vector
- Aerotique Parasol
- Aircore Cadet
- AmeriPlanes Mitchell Wing A-10
- Applebay Zia
- Avid Champion
- Bagalini Bagaliante
- Birdman Chinook WT-11
- Butterfly Banty
- Canaero Toucan
- Capella Javelin
- Carlson Sparrow
- Dart Skycycle
- Earthstar Thunder Gull
- Fisher Avenger
- Fisher FP-101
- Fisher FP-202 Koala
- Fisher FP-303
- Fisher FP-404
- Fisher FP-505 Skeeter
- Fisher FP-606 Sky Baby
- Flightstar
- Flying K Sky Raider
- Goldwing Ltd Goldwing
- Green Sky Adventures Micro Mong
- Hipp’s Superbirds J-3 Kitten
- Hipp’s Superbirds J-4 Sportster
- Hipp’s Superbirds Reliant
- Howland H-3 Pegasus
- Hummel CA-2
- ISON Airbike
- JDT Hi-MAX
- Kolb Firefly
- Kolb Firestar
- Maxair Drifter
- Loehle Spad XIII
- Loehle Sport Parasol
- Mountaineer Trikes Mite-Lite
- Murphy JDM-8
- Piccard Eureka
- Raceair Skylite
- RagWing RW4 Midwing Sport
- Rans S-4 Coyote
- Rocky Mountain Wings Ridge Runner
- Skye Treck Skyseeker
- Sorrell Hiperlight
- Spartan DFS Trike
- Spectrum Beaver RX-28
- Swallow Aeroplane Company Swallow A
- TEAM 1030R MAX-103
- Teratorn T/A
- Thor T/A
- Titan Tornado
- Ultra-Fab Sundowner
- US Aviation Cloud Dancer
- Wood Sky Pup
- V-STOL Solution
- Zenair Zipper